# Nina de Heney
Nina de Heney (* 1962) ist eine schwedische Jazz- und Improvisationsmusikerin (Kontrabass, auch Komposition).

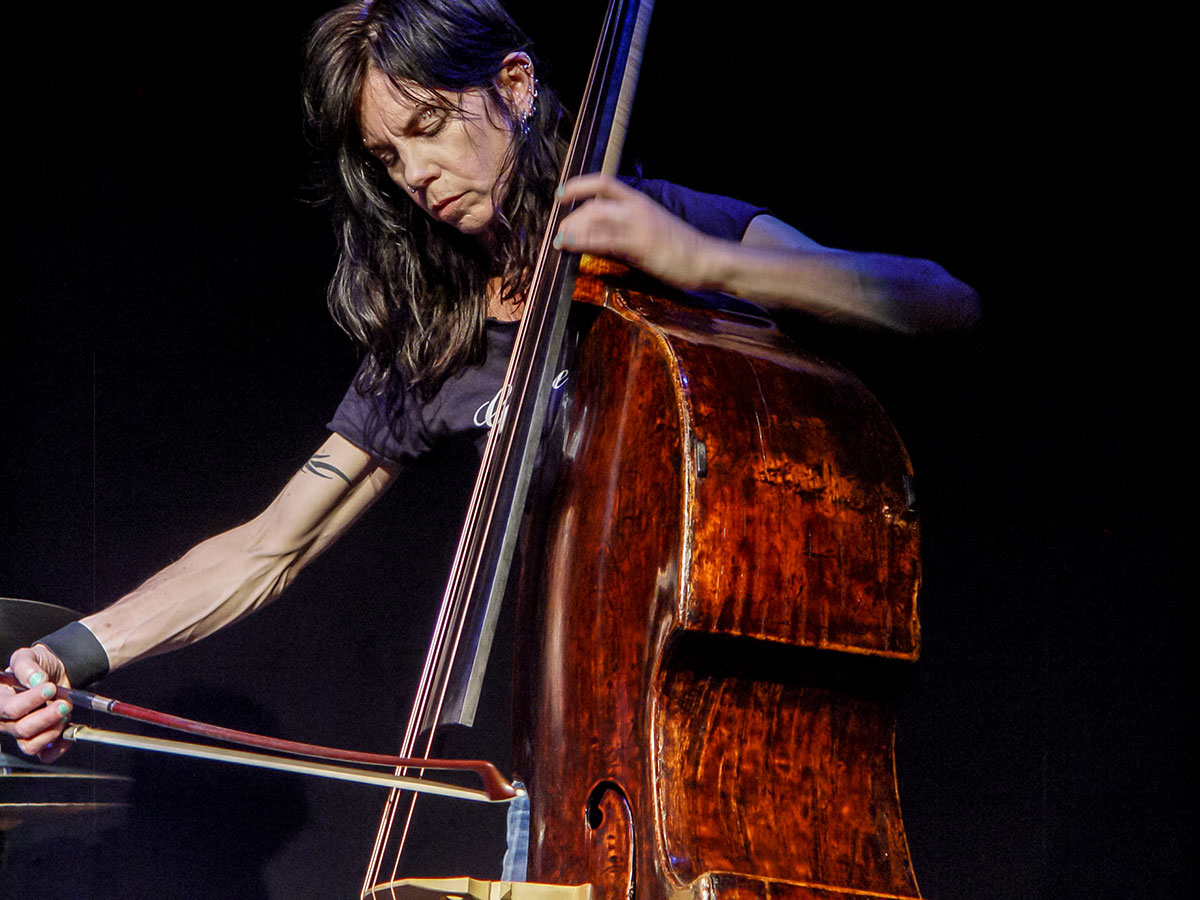
Nina de Heney (2012)

## Leben und Wirken
De Heney wuchs in der französischen Schweiz auf und studierte von 1981 bis 1983 am New England Conservatory of Music bei Miroslav Vitouš in Boston. 1983 zog sie nach Schweden, wo sie von 1988 bis 1993 erneut am Göteborger Musikkonservatorium studierte und schließlich 2006 das Solistendiplom erwarb.
Im Laufe ihrer Karriere arbeitete sie ab Mitte der 1980er-Jahre im Trio Three Winds (mit Johan Klintberg, Ulrik Bodén), 1994 in der Frauenband Nordisk Kvinde Big Band von Hanne Rømer und Mia Samuelsson. 1994 legte sie mit dem Saxophonisten Lars Larsson und Schlagzeuger Mats Hellberg das Trioalbum Steam vor; 2007 folgte das erste ihrer bislang drei Soloalben, Archipelago. Daneben arbeitete sie häufig mit Tänzern und gründete 2008 zusammen mit der Tänzerin und Choreografin Anna Westberg das Festival Dance 'n' Bass.
Ab den 2000er-Jahren wendete sich de Heney vermehrt der Neuen Improvisationsmusik zu; u. a. spielt sie in den Formationen 9 Swans Repeat (mit Lindha Svantesson, Peter Janson), Acoustic Electronics, mit Charlotte Hug, Christian Jormin (Album 2007) und im Duo mit Lisa Ullén, mit Lisa Ullén und Mariam Wallentin außerdem im Trio Nuiversum. Des Weiteren arbeitete sie in Trio- und Duo-Projekten mit Henrik Munkeby Nørstebø/Raymond Strid (Oslo Wien, 2015), Magda Mayas & Christine Abdelnour (2018) und mit Sławek Janicki (Bass to Bass, 2020). Mit der Akkordeonistin Eva Zöllner und der Klarinettistin Heather Roche trat sie 2021 im Keramikmuseum in Höhr-Grenzhausen auf.
De Heney wurde mehrmals für die Swedish Jazz Celebration Awards nominiert und erhielt 2012 den Preis als Jazzmusiker des Jahres.
Darüber hinaus wurde sie mehrfach mit Mitteln des Swedish Arts Grant ausgezeichnet.

## Diskographische Hinweise
- Archipelago (2007)
- Lisa Ullén & Nina de Heney: Carve (LJ Records, 2009)
- Lisa Ullén-Nina de Heney Duo Feat Okkyung Lee: Look Right (LJ, 2016)
- Nuiversum Ballads of Now & When (2015)
- Lisa Ullén-Nina de Heney Duo Featuring Charlotte Hug: Quarrtsiluni (Lamour, 2016)
- Lisa Ullén & Nina de Heney:  Hydrozoa (Found You Recordings, 2020)
- Nina de Heney, Lina Järnegard: Solo Piece for Peace, Please (2021)